# Finale UEFA Champions League 1995
De UEFA Champions Leaguefinale van het seizoen 1994/95 is de derde finale in de geschiedenis van de Champions League. De wedstrijd vond plaats op 24 mei 1995 in het Ernst-Happel-Stadion in Wenen. Het Italiaanse AC Milan stond voor de derde keer op rij in de finale. Het nam het op tegen AFC Ajax.
Bij het Ajax van trainer Louis van Gaal stonden negen Nederlanders in de basis. Patrick Kluivert mocht na 69 minuten invallen. Marco van Basten maakte geen deel uit van de selectie van AC Milan door een blessure. Hij zou enkele maanden later een punt achter zijn loopbaan zetten.
Ruim 5,5 miljoen mensen bekeken de Champions league finale tussen Ajax en AC Milan op televisie. De door de NOS uitgezonden wedstrijd was daarmee het best bekeken programma van het jaar.

## Voorgeschiedenis
De twee clubs hadden een korte maar rijke voorgeschiedenis. De twee teams stonden in 1969 al eens tegenover elkaar in de finale van de Europacup I. Ajax, dat toen met onder meer Johan Cruijff, Sjaak Swart, Piet Keizer, Wim Suurbier, Barry Hulshoff en Henk Groot speelde, verloor toen met 4-1.
In 1973 nam Ajax 'n soort van revanche door hun tweede Europese Super Cup binnen te slepen ten koste van AC Milan. Het seizoen ervoor hadden ze de allereerste Europese Super Cup ooit gewonnen door Glasgow Rangers te verslaan!
Ook in 1995 was Milan de grote favoriet. De meer ervaren Italianen met hun verdedigend ingestelde stijl wilden hun titel verlengen. Ze konden voor de zesde keer de Europacup I winnen en zo het record van Real Madrid evenaren. Ajax had eerder al drie keer de Europacup I gewonnen. De twee clubs werden voorgesteld als tegenpolen: het bijeengeraapte sterrenteam van Milan en het uit eigen jeugdspelers samengestelde Ajax.

## Wedstrijd
De wedstrijd zat lange tijd op slot, maar twee gewaagde wissels van Van Gaal beslisten de wedstrijd. Hij bracht de 18-jarige Nwankwo Kanu in en iets later ook de 18-jarige Patrick Kluivert. En de laatste scoorde het enige doelpunt van de partij. Het winnende doelpunt en de overwinning van Ajax betekenden de  grote doorbraak van Kluivert.
Voor Frank Rijkaard was het een memorabele wedstrijd. Voor de gewezen speler van Ajax was het de voorlaatste officiële wedstrijd uit zijn carrière en hij speelde tegen zijn voormalige club AC Milan waar hij vijf seizoenen speelde en vele successen mee behaalde.

### Wedstrijddetails
|                           |              |       |          |                                                                                             |
| 24 mei 1995 20:30 (UTC+2) | Ajax         | 1 – 0 | AC Milan | Ernst-Happel-Stadion, Wenen Toeschouwers: 49.730 Scheidsrechter: Ion Crăciunescu (Roemenië) |
| 24 mei 1995 20:30 (UTC+2) | Kluivert 85' |       |          | Ernst-Happel-Stadion, Wenen Toeschouwers: 49.730 Scheidsrechter: Ion Crăciunescu (Roemenië) |

| Ajax | AC Milan |

| Ajax:          |    |                   |     |
|                |    |                   |     |
| GK             | 1  | Edwin van der Sar |     |
| RB             | 2  | Michael Reiziger  |     |
| CB             | 3  | Danny Blind       | 45' |
| CB             | 4  | Frank Rijkaard    |     |
| LB             | 5  | Frank de Boer     |     |
| CM             | 8  | Edgar Davids      |     |
| CM             | 6  | Clarence Seedorf  | 54' |
| AM             | 10 | Jari Litmanen     | 69' |
| RW             | 7  | Finidi George     |     |
| CF             | 9  | Ronald de Boer    |     |
| LW             | 11 | Marc Overmars     | 33' |
| Wisselspelers: |    |                   |     |
| GK             | 12 | Fred Grim         |     |
| DF             | 13 | Winston Bogarde   |     |
| FW             | 14 | Nwankwo Kanu      | 54' |
| FW             | 15 | Patrick Kluivert  | 69' |
| FW             | 16 | Peter van Vossen  |     |
| Coach:         |    |                   |     |
| Louis van Gaal |    |                   |     |

| AC Milan:      |    |                       |     |
|                |    |                       |     |
| GK             | 1  | Sebastiano Rossi      |     |
| RB             | 2  | Christian Panucci     |     |
| CB             | 5  | Alessandro Costacurta |     |
| CB             | 6  | Franco Baresi         |     |
| LB             | 3  | Paolo Maldini         |     |
| RM             | 7  | Roberto Donadoni      |     |
| CM             | 8  | Marcel Desailly       |     |
| CM             | 4  | Demetrio Albertini    |     |
| LM             | 10 | Zvonimir Boban        | 86' |
| CF             | 11 | Marco Simone          |     |
| CF             | 9  | Daniele Massaro       | 90' |
| Wisselspelers: |    |                       |     |
| GK             | 12 | Mario Ielpo           |     |
| DF             | 13 | Filippo Galli         |     |
| MF             | 14 | Stefano Eranio        | 90' |
| MF             | 15 | Gianluigi Lentini     | 86' |
| FW             | 16 | Giovanni Stroppa      |     |
| Coach:         |    |                       |     |
| Fabio Capello  |    |                       |     |

## Trivia
- Het was de eerste keer dat in de finale namen van sponsors op de shirts werden toegestaan.
- Tevens was het de eerste finale waarin de achternamen van de spelers achterop de shirts stonden gedrukt. Dit was alleen in de finale, in tegenstelling tot de eerdere Champions League wedstrijden van het seizoen.
- Het was de eerste wedstrijd waarin het bekende Champions League logo van  de voetbal met sterren op de mouw was gedrukt. Bij de eerdere Champions League duels was er een ander logo te zien op de mouw.